# Bruno Nelissen-Haken
Bruno Nelissen-Haken (auch: Bruno Nelissen, Bruno Nelissen Haken, * 5. November 1901 in Hamburg als Franz Albert Bruno Haken; † 16. Mai 1975 in Hamburg) war ein deutscher Schriftsteller.

## Leben
Bruno Nelissen-Hakens Jugend war geprägt von seiner nationalen Gesinnung. Ab 1918 gehörte er einer Kompanie der vormilitärischen "Jugendwehr" an. Nach dem Ende des Ersten Weltkriegs setzte er seine Gymnasialausbildung fort, die er allerdings bereits im Frühjahr 1919 erneut unterbrach, um als Schütze Mitglied des Freikorps "Brigade Ehrhardt" zu werden. Nachdem Nelissen-Haken im Sommer 1919 ein Notabitur abgelegt hatte, begann er 1920 das Studium der Rechtswissenschaft an der Universität Hamburg, das er in Jena und Würzburg fortsetzte. Während dieser Zeit begann er, literarische Werke zu veröffentlichen.
Ab 1928 war Nelissen-Haken als "Praktikant" bei Landesarbeitsamt Nordmark in Hamburg tätig. Nach der Veröffentlichung seines Romans "Der Fall Bundhund", in dem er ein exemplarisches Arbeitslosenschicksal schilderte und Kritik an der Rolle der Arbeitsämter übte, erfolgte im Oktober 1930 seine fristlose Entlassung. Der anschließende Prozess, den Nelissen-Haken gegen die Behörde anstrengte, erregte deutschlandweit Aufsehen und endete 1931 mit einem Vergleich, in dem sich das Landesarbeitsamt zur Einhaltung der gesetzlichen Kündigungsfrist und zur Ausstellung eines regulären Zeugnisses verpflichtete. Bruno Nelissen-Haken lebte in den folgenden Jahren als Schriftsteller in der Nähe von Lüneburg, ab 1934 in Berlin, dann in Baden-Baden und zuletzt wieder in Hamburg. Während der Dreißigerjahre war er zeitweise als Gutachter für die nationalsozialistische Thingspielbewegung tätig.
Bruno Nelissen-Haken war Verfasser von erzählenden Werken, Theaterstücken und Hörspielen. Nachdem er sich von 1930 bis 1932 vor allem der Arbeitslosenproblematik gewidmet hatte, wechselte er während des Dritten Reiches zur Unterhaltungsliteratur. Besonders großen Erfolg erzielte er mit dem 1935 zuerst erschienenen Buch "Herrn Schmidt sein Dackel Haidjer" und weiteren Hundebüchern, die teilweise bis in die Achtzigerjahre Neuauflagen erfuhren. Nelissen-Hakens Bauernroman "Der Peerkathener Mädchenraub" wurde 1941 unter dem Titel "Männerwirtschaft" von Johannes Meyer für die Ufa und sein Debüt "Der Fall Bundhund" 1976 von Eberhard Hauff als Fernsehspiel verfilmt.

## Werke
- Die alten Lieder, Nürnberg 1926
- Der Fall Bundhund, Jena 1930
- Arbeitslosen-Litanei, München 1931
- Angeklagter Schleppegrell, Jena 1932
- Die Ehe des Arbeitslosen Martin Krug, Oldenburg 1932
- Stempelchronik, Hamburg 1932
- Siedler im Dorf, Berlin 1933 (unter dem Namen Bruno Nelissen, zusammen mit Lisa Nelissen-Haken)
- Bauern-Ballade, Berlin 1934
- Herrn Schmidt sein Dackel "Haidjer", Oldenburg [u. a.] 1935
- Der freche Dackel "Haidjer" aus der Stierstraße, Oldenburg [u. a.] 1936
- Heidehonig, gesammelt vom Landbriefträger Butenschön, Berlin-Steglitz 1936
- Das große Hundespiel oder Herr Schmidt zieht – sage und schreibe – fünf junge Haidjer-Dackel groß, Oldenburg [u. a.] 1938
- Du hast gut trillern, Lerche! oder Die 4 Heidereuter von Quaddebusch, Oldenburg i.O. [u. a.] 1939
- Besuch aus den Wäldern, Oldenburg [u. a.] 1942
- Die Tümpelbrüder, Dresden 1943
- Der Hasenloher Kirchenschlüssel, Dresden 1944
- Die köstliche Unruhe, Dresden 1944
- Der Peerkathener Mädchenraub, Böhmisch-Leipa 1944
- Die Tempelbrüder, Dresden 1944
- Die höhere Instanz, Gütersloh 1951
- Madame Sorbon, Baden-Baden 1952
- So kömmt man eben zu Wohlstand!, Bremen 1953
- Die heidnische Insel, Darmstadt 1956
- Alle Häuser meines Lebens, Darmstadt 1958
- Ein Dackel namens Fidibus, Stuttgart 1963
- Hermann Schridde, Faßberg 1965

## Hörspiele
- 1956: Das Spiel der ewigen Vergnügung – Regie: Wilhelm Semmelroth (WDR)
- 1959: Gifhorner Liebesspiel – Regie: Otto Kurth, mit Günther Lüders (Erzähler) sowie Trude Meinz, Gerhard Bräuer, Hans Otto Hilke, Marga Maasberg und Lotte Betke (WDR)
- 1965: De Paradiesappeln – Regie: Günther Siegmund, mit Otto Lüthje (Erzähler) sowie Jochen Schenck, Hilde Sicks, Ernst Grabbe, Ingrid von Bothmer und Christa Wehling (NDR)